# 马修斯·亨里克·多·卡莫·洛佩斯
马修斯（Matheus，1985年3月8日—），全名马修斯·亨里克·多·卡莫·洛佩斯（Matheus Henrique do Carmo Lopes），是一名巴西职业足球运动员，现在效力于中国足球甲级联赛球队成都天诚谢菲联。
2014年2月，马修斯加盟中国足球甲级联赛球队成都天诚谢菲联。